# Harvey H. DeArmond
Harvey Hamilton DeArmond (* 30. Dezember 1884 bei Albany, Oregon; † 2. Juni 1970 in Bend, Oregon) war ein US-amerikanischer Rechtsanwalt, Richter und Politiker. Als der Bundesstaat Oregon 1916 das Deschutes County einrichtete, wurde DeArmond zu dessen ersten District Attorney ernannt. Später war er Präsident der Oregon State Bar Association. DeArmond war Republikaner und vertrat während einer Wahlperiode über zwei Jahre das Deschutes County im Oregon House of Representatives.

## Frühes Leben
DeArmonds Familie wanderte 1880 aus Tennessee nach Oregon ein, um sich bei Albany niederzulassen, wo DeArmond am 30. Dezember 1884 als Sohn von Elias C. DeArmond und Nancy Caroline (Love) DeArmond geboren wurde. Dort besuchte er auch die Schule, bevor die Familie umzog nach Grants Pass, wo Elias öffentliche Schulen besuchte, bevor er Farmer wurde und im Holzfällergewerbe arbeitete.
DeArmond besuchte das College auf der Southern Oregon Normal School (heute Southern Oregon University) in Ashland, Oregon. Nachdem er vom College abging, trat er in die Oregon Law School ein, die sich damals in Portland befand. Er machte dort 1910 seinen Bachelor of Laws.

## Anwaltskarriere
Nach dem Jurastudium wurde DeArmond im Mai 1910 als Anwalt zugelassen und zog nach Medford, wo er mit seinem Bruder in einer Rechtsanwaltskanzlei arbeitete. 1911 heiratete DeArmond Mabel Emily Collins aus Gold Hill. Gemeinsam hatte das Ehepaar zwei Kinder, Robert William und Betty Jean.
Im Jahr 1913 zog DeArmond nach Zentraloregon um. Er ließ sich in Bend nieder und eröffnete dort eine Rechtsanwaltskanzlei, wo er bei seiner Ankunft nur einer von drei Juristen war. Er war bei seiner Anwaltstätigkeit im Privatrecht erfolgreich, spezialisiert auf Straf- und Grundstücksrecht. Als 1916 das Deschutes County geschaffen wurde, ernannte Gouverneur James Withycombe DeArmond zum ersten District Attorney des Countys. Nachdem die Amtszeit, für die er in diese Funktion ernannt wurde, 1918 ablief, kandidierte er für dieses Amt und wurde von den Wählern darin bestätigt. Allerdings trat er 1920 zurück und kehrte in seine private Kanzlei zurück. Dann, von 1927 bis 1934, war DeArmond Distriktrichter des Deschutes Countys. 1934 tat sich DeArmond mit Jay H. Upton zusammen, um in Bend eine Rechtsanwaltskanzlei zu eröffnen.
DeArmond war ein prominentes Mitglied der Central Oregon Bar Association, der Oregon State Bar Association und der American Bar Association. Als Rechtsanwalt war er bekannt für seine Kenntnisse auf dem Gebiet des Gewässerrechts und des Rechts der künstlichen Bewässerung. Zu Beginn der 1920er Jahre gewann DeArmond einen wichtigen Fall, der es den örtlichen Siedlern erlaubte, die Central Oregon Irrigation Company zu übernehmen. 1939 wurde er für ein Jahr zum Präsidenten der Oregon State Bar Association gewählt.
Zusätzlich zu seinen professionellen Aktivitäten war DeArmond in bürgerlichen Angelegenheiten aktiv. Politisch war er ein Anhänger der Republikanischen Partei. In den Jahren 1932, 1936 und 1952 war er Delegat der Republican National Convention. Er war Gründungsmitglied und später Präsident des örtlichen Kiwanis-Club und ein bekanntes Mitglied der Elks, Moose, Eagles und Knights of Pythias. Über die Jahre diente er lokal als Vorsitzender all dieser Organisationen. Außerdem war er Mitglied der Woodmen of the World, des Bend Commercial Club und der örtlichen Chamber of Commerce, deren Vorsitz er eine Zeitlang innehatte. Später wurde er zum Vizepräsident des Oregon Irrigation Congress gewählt, einem Ausschuss zur Bewässerung.

## Abgeordnetenkarriere
1954 entschied sich DeArmond, als Republikaner für den Sitz im 27. Bezirk des Oregon House of Representatives zu kandidieren. Zu dieser Zeit lag der 27. Wahlbezirk mit dem Deschutes County in Central Oregon. Bei der republikanischen Vorwahl war er ohne Gegenkandidat, wie sein demokratischer Gegenkandidat Webster L. Loy. Bei der allgemeinen Wahl schlug DeArmond Loy um 119 Stimmen und erhielt 3171 Stimmen.
DeArmond trat sein Mandat im Oregon House of Representatives am 10. Januar 1955 an und gehörte dem Haus während der regulären Gesetzgebungsperiode an, die am 4. Mai endete. Während dieser Zeit war er Mitglied in den Ausschüssen für Handel und Handwerk, Landwirtschaft und Recht. Im Laufe der Gesetzgebungsperiode erwarb sich DeArmond Anerkennung sowohl durch den Speaker of the Oregon House of Representatives, Edward A. Geary, als auch von liberalen und konservativen Mitgliedern des Repräsentantenhauses. Auch die lokalen Zeitungen lobten DeArmond für seine Bedachtsamkeit und Unabhängigkeit.
1956 trat DeArmond zur Wiederwahl an. In den Vorwahlen war er auf der republikanischen Seite genauso ohne Herausforderer wie sein späterer demokratischer Gegenkandidat Ole W. Grubb. In der allgemeinen Wahl unterlag er Grubb um 44 Stimmen.

## Späteres Leben und Vermächtnis
Nach seiner Parlamentsangehörigkeit kehrte DeArmond in seine Rechtsanwaltspraxis zurück. Im Jahr 1958 erhielt er während einer Zeremonie im Deschutes County Courthouse eine Verdienstmedaille der Central Oregon Bar Association.  Außerdem blieb er politisch aktiv, indem er zur Wahl stehenden Kandidaten half. So unterstützte er Kenneth J. O’Connell 1958 bei der Bewerbung um einem Sitz im Oregon Supreme Court.  DeArmond blieb auch in der Anwaltsvereinigung aktiv und war 1959 bei einer Konferenz ein Sprecher.  Ein Jahr später feierte er seine 50-jährige Mitgliedschaft in der Oregon Bar.
1964 wurde DeArmond für seine 50-jährige Mitgliedschaft bei den Knights of Pythias ausgezeichnet. In diesem Jahr verstarb seine Frau im Alter von 76 Jahren.  DeArmond war Hauptredner bei der Feier zum 50-jährigen Jubiläum der Gründung des Deschutes County, die 1966 in Bend abgehalten wurde.
Am 2. Juni 1970 verstarb DeArmond im Alter von 85 Jahren in seinem Haus in Bend. Er wurde auf dem dortigen Greenwood Cemetery beigesetzt.

## Belege
1. 1 2 3 4 5 6  Carney, Charles H., "Harvey Hamilton DeArmond", History of Oregon Illustrated (Volume 3), The Pioneer Historical Publishing Company, Portland, Oregon, 1922, S. 643–644.
2. 1 2 3 4 5 6 7  Barber, Bob, "DeArmond, Grubb Seeking Seat in Oregon State Legislature", Bend Bulletin, Bend, Oregon, 15. Oktober 1956, S. 1.
3. 1 2 3 4 5  "Harvey DeArmond Admitted to Bar just 50 Years Ago", Bend Bulletin, Bend, Oregon, 10. Mai 1960, S. 5.
4. 1 2 3 4 5 6  "Death Takes Harvey DeArmond, Early-Day Judge, Legislator," Bend Bulletin, Bend, Oregon, 3. Juni 1970, S. 2.
5. 1 2 3 4  "H. H. DeArmond Announces Plans to Enter Race", Bend Bulletin, Bend, Oregon, 20. Januar 1954, S. 1.
6. ↑  "Oregon State Bar Presidents", Oregon State Bar, Tigard, Oregon, März 2003.
7. ↑  "Shepard Holds 9-Vote Lead", Bend Bulletin, Bend, Oregon, 22. Mai 1954, S. 1.
8. ↑  "County Voters Follow Trend Over Oregon", Bend Bulletin, Bend, Oregon, 3. November 1954, S. 1.
9. ↑  "Legislature List Shows Republicans Keep Majority", Statesman Journal, Salem, Oregon, 4. November 1954, S. 3.
10. ↑  "1955 Regular Session (48th): January 10 – May 4", Oregon Legislators and Staff Guide, Oregon State Archives, Salem, Oregon, abgerufen am 16. Februar 2019.
11. ↑  "Marion Legislators", Capital Journal, Salem, Oregon, 10. Januar 1955, S. 5.
12. ↑  "DeArmond More Than All Right", Bend Bulletin, Bend, Oregon, 25. März 1955, S. 4.
13. ↑  "Speaker Geary Warmly Praises Rep. DeArmond", Bend Bulletin, Bend, Oregon, 9. Mai 1955, S. 1.
14. ↑  "One County Contest Due in Election", Bend Bulletin, Bend, Oregon, 17. Mai 1956, S. 1.
15. ↑  Brogan, Phil F., "Grubb Seems to Have Beaten DeArmond", Bend Bulletin, Bend, Oregon, 7. November 1956, S. 1.
16. ↑  Barber, Bob, "Official Vote Canvass Ends, No Changes", Bend Bulletin, Bend, Oregon, 10. November 1956, S. 1.
17. ↑  "Honors Due for Attorney on Law Day", Bend Bulletin, Bend, Oregon, 29. April 1958, S. 1.
18. ↑  "DeArmond Receives Citation in Law Day Ceremony Here", Bend Bulletin, Bend, Oregon, 2. Mai 1958, S. 1.
19. ↑  "Kenneth J. O’Connell", Oregon Voters’ Pamphlet (Marion County), Oregon Secretary of State, Salem, Oregon, 4. November 1958, S. 82.
20. ↑  "Oregon Lawyer Arrive Here for Bar Session", Bend Bulletin, Bend, Oregon, 23. September 1959, S. 1.
21. ↑  "Knights of Pythias Lodge Honors DeArmond, Roberts", Bend Bulletin, Bend, Oregon, 5. März 1964, S. 3.
22. ↑  "Mabel DeArmond", Capital Journal, Salem, Oregon, 10. Oktober 1964, S. 5.
23. ↑  "Harvey DeArmond" (editorial), Bend Bulletin, Bend, Oregon, 4. Juni 1970, S. 2.

| Personendaten    | Personendaten                                         |
| ---------------- | ----------------------------------------------------- |
| NAME             | DeArmond, Harvey H.                                   |
| ALTERNATIVNAMEN  | DeArmond, Harvey Hamilton (vollständiger Name)        |
| KURZBESCHREIBUNG | US-amerikanischer Rechtsanwalt, Richter und Politiker |
| GEBURTSDATUM     | 30. Dezember 1884                                     |
| GEBURTSORT       | bei Albany, Oregon                                    |
| STERBEDATUM      | 2. Juni 1970                                          |
| STERBEORT        | Bend, Oregon                                          |